# Quiabaya
Quiabaya è un comune (municipio in spagnolo) della Bolivia nella provincia di Larecaja (dipartimento di La Paz) con 2.858 abitanti (dato 2010).

## Cantoni
Il comune è formato dall'unico cantone omonimo suddiviso in 24 subcantoni.